# J.Agrahara, Mulbagal
J.Agrahara là một làng thuộc tehsil Mulbagal, huyện Kolar, bang Karnataka, Ấn Độ.